# 六福集団

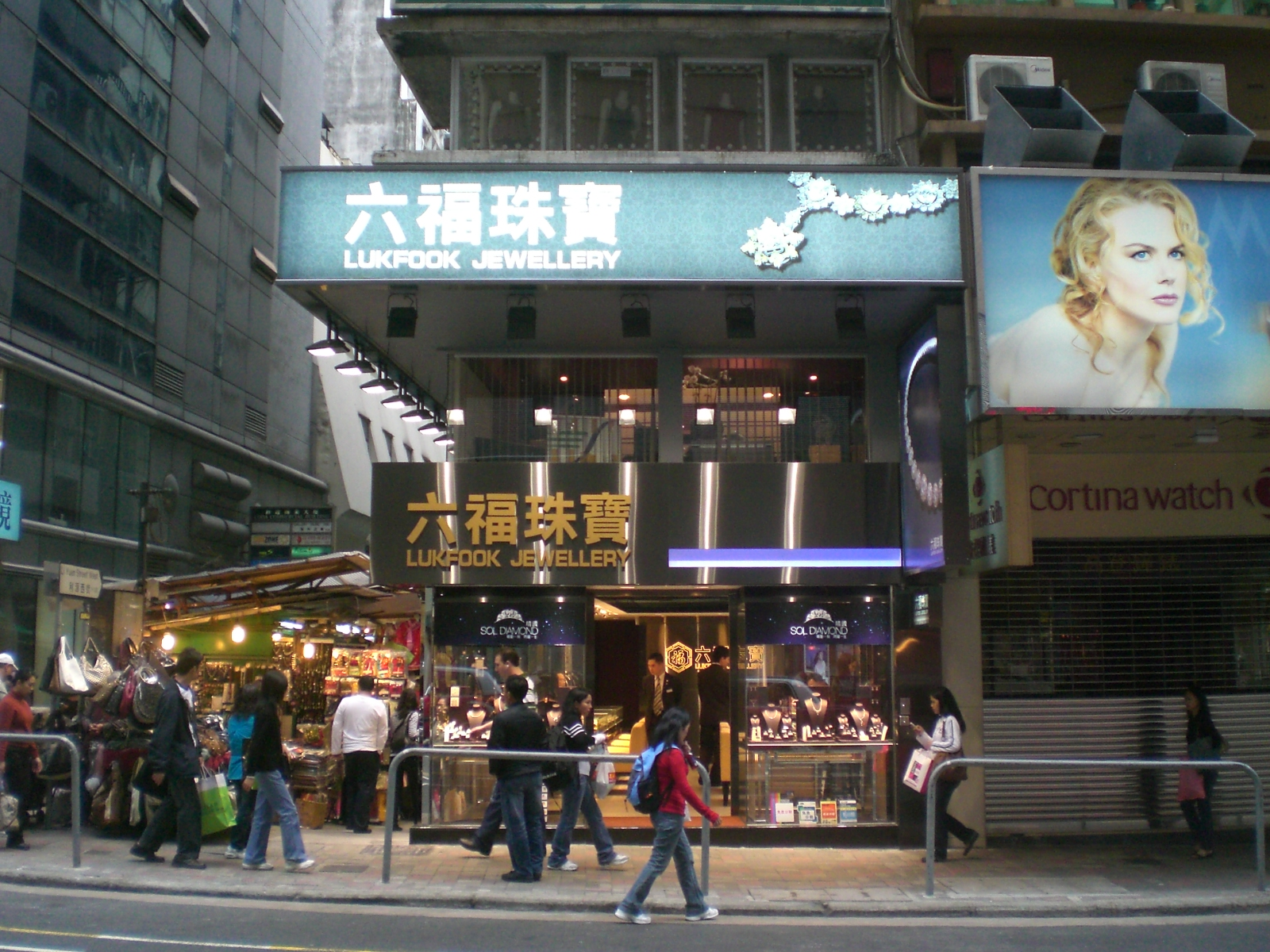
六福集団の宝飾店

六福集団（ろくふくしゅうだん、英語:Luk Fook Holdings ）は香港を拠点に宝石関連製品の卸売・販売を行っている企業。

## 概要
主要業務はダイヤモンドや宝石等の貴金属の買付・売買。中華人民共和国本土において300店以上の小売店を展開している。

## 沿革
- 1991年 - 設立。
- 1997年5月6日 - 香港証券取引所に上場。